# Fishbourne Roman Palace
Fishbourne Roman Palace (eller Fishbourne Villa) er en meget stor romersk palads, der ligger i landsbyen Fishbourne ved Chichester i West Sussex. Det er den største romersk bolig nord for Alperne, og det er usædvanligt gammelt, idet det er dateret til omkring år 75, kun omkring 30 år efter den romerske erobring af Britannien.
Meget af paladset er blevet udgravet og konserveret, og der er etableret et museum på stedet. Det rektangulære palads er omkranset af et anlagt haveanlæg, hvoraf den nordlige del er blevet rekonstrueret.
Der blev foretaget omfattende ombygninger i andet og tredje århundrede, hvor mange af de originale sorte og hvide mosaikker dækket til med mere sofistikerede og farverige mosaikker, inklusive en perfekt bevaret delfinmosaik i nordfløjen. Yderligere ændringer var i gang, da paladset brændte i år 270, hvorefter det blev forladt.
Paladset blev fundet i 1805 ved en tilfældighed under opførsel af et hus på området.

## Galleri
- Genskab haveanlæg
- Stuk-fragmenter fra Fishbourne
- Muslingemosaik med delfiner
- Mosaik i rum N7
- Delfinmosaik